# Safia minor
Safia minor är en fjärilsart som beskrevs av William Schaus 1911. Safia minor ingår i släktet Safia och familjen nattflyn. Inga underarter finns listade.